# Association pour l'abrogation
L' Association pour l'abrogation, en anglais Repeal Association, est un parti politique créé en Irlande en 1830 par Daniel O'Connell pour défendre l'abrogation de l'Acte d'Union de 1800 entre le royaume unifié de Grande-Bretagne et le royaume d'Irlande.
Le but de l'Association était de ramener l'Irlande à la position constitutionnelle brièvement atteinte par Henry Grattan et ses patriotes dans les années 1780 - c'est-à-dire l'indépendance législative sous la Couronne britannique - mais cette fois avec une pleine participation catholique qui était maintenant possible après l'Acte d'émancipation de 1829, soutenue par l'électorat approuvé en 1832 dans le Reform Act. Après son échec à la fin des années 1840, le mouvement Jeune Irlande s'est développé.
Les candidats à l'abrogation se sont présentés aux Élections générales britanniques de 1832 en Irlande. Entre 1835 et 1841, ils ont conclu un pacte avec les Whigs. Les candidats à l'abrogation, qui n'étaient pas affiliés au Parti Whig, se sont présentés aux élections générales de 1841 et de 1847.

## Statistiques électorales
| Élection | Candidats | Sans opposition | Votes  | % Votes en Irlande | Députés |
| -------- | --------- | --------------- | ------ | ------------------ | ------- |
| 1832     | 51        | 14              | 31,773 | 34.6               | 42 (39) |
| 1835     | 43        | 12              | ...    | ...                | 34 (32) |
| 1837     | 34        | 15              | ...    | ...                | 30 (31) |
| 1841     | 22        | 12              | 12,537 | 24.8               | 20 (18) |
| 1847     | 51        | 18              | 14,128 | 43.6               | 36 (35) |

## Sources
- British Electoral Facts 1832 - 1999, Compilés et publiés par Colin Rallings et Michael Thrasher (Ashgate Publishing Ltd 2000)
- Parliamentary Election Results in Ireland, 1801-1922, édité by B.M. Walker (Royal Irish Academy 1978)